# Thiago Heleno
Thiago Heleno Henrique Ferreira, meglio noto come Thiago Heleno (Sete Lagoas, 17 settembre 1988), è un calciatore brasiliano, difensore dell'Atlético Paranaense.

## Caratteristiche tecniche
Gioca come difensore centrale.

## Carriera

### Club
Ha debuttato nel Cruzeiro in campionato nel 2006, dopo essere entrato nelle giovanili del club a 11 anni; ha segnato il 3 giugno 2006 il suo primo in gol in Série A.

### Nazionale
Ha giocato per le selezioni Under-17, Under-18 e Under-20 del Brasile.

## Palmarès

### Club

#### Competizioni statali
- Campionato Mineiro: 3

Cruzeiro: 2006, 2008, 2009

#### Competizioni internazionali
- Coppa Sudamericana: 2

Athletico Paranaense: 2018, 2021

### Nazionale
- Campionato sudamericano Under-17: 1

2005
- Campionato sudamericano Under-20: 1

2007